# Limenitis manilia
Limenitis manilia är en fjärilsart som beskrevs av Hans Fruhstorfer 1915. Limenitis manilia ingår i släktet Limenitis och familjen praktfjärilar. Inga underarter finns listade i Catalogue of Life.